# Oisín
Oisín (altirisch, Aussprache [ˈɔʃiːnʲ], englisch: Ossian oder Osheen), deutsch „Hirschlein“, ist im Finn-Zyklus der keltischen Mythologie Irlands, der sich mit dem Sagenkreis um Fionn mac Cumhail beschäftigt, dessen Sohn und der Vater von Oscar. Er wird auch als großer Dichter beschrieben.

## Mythologie

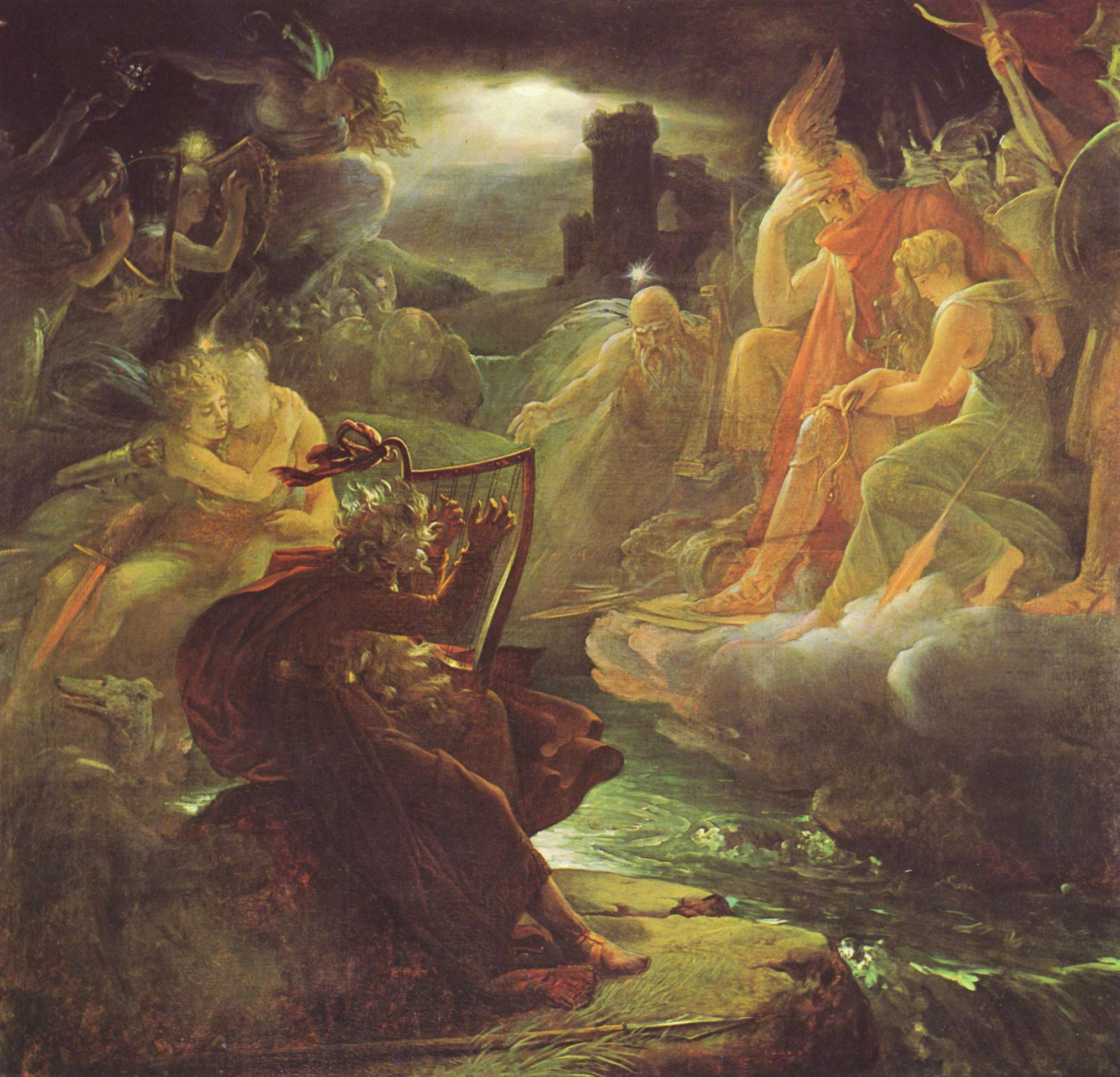
„Ossian“ von François Pascal Simon Gérard

Nach einer alten Erzählung ist Oisín der Sohn Fionns und einer Hinde (Hirschkuh), der von einem Druiden verwandelten Feenprinzessin Sadhbh. Oisín und sein Sohn Oscar waren Mitglieder der Fianna, dem Jungkriegerbund, dessen Anführer Fionn mac Cumhail war. Besonders gegen das Ende des Fenian-Zyklus wird Oisin immer mehr das jugendlich strahlende Gegenstück zum alternden Fionn. 
Als Brautwerber sendet Fionn Oisín und dessen Gefährten Diorraing zum Hochkönig Cormac mac Airt, um dessen Tochter Gráinne einen Heiratsantrag zu überbringen. Da Gráinne glaubt, Oisín werbe persönlich um sie, sagt sie ja, entdeckt aber erst bei der Vermählungsfeier ihren Fehler. Daraus entsteht die tragische Geschichte von Diarmuid und Gráinne, in der Fionn im Gegensatz zu Sohn und Enkel bis zum Ende unversöhnlich bleibt. Da er dem tödlich verwundeten Diarmuid seine Hilfe verweigert, will ihm Oscar sogar den Kopf abschlagen und wird von Oisín nur schwer daran gehindert. Diarmuids ebenfalls verletzten Hund nimmt Oisín in seine Obhut und bringt ihn mit der Todesnachricht zu Gráinne.
Das Grab Oisíns soll sich im schottischen Glenalmond (Perth) befinden. Aber auch ein megalithischer Cairn im County Antrim, genannt Oisín's Grave, nimmt dies für sich in Anspruch.
Später aufgezeichnete sagenhafte Gespräche zwischen Oisín und dem heiligen Patrick von Irland wurden in der Form der „Fenierballaden“ überliefert. In der Rahmen-Erzählung Acallam na Senórach („Das Gespräch der Männer aus der alten Zeit“) aus dem 12. Jahrhundert wird berichtet, wie der heilige Patrick einigen lange verstorbenen Männern der Fianna begegnet, darunter auch Oisín, und von ihnen auf einer Reise durch Irland zu allen besuchten Orten Anekdoten zu hören bekommt. Oisín erzählt von seinem Aufenthalt in Tír na nÓg und seiner dortigen Gattin, der Elfe Niamh.

## „Ossian“ von Macpherson
Der Schotte James Macpherson schrieb die angeblichen Erzählungen Ossians nieder und gab sie als Fund aus der keltischen Vorzeit aus. Im 18. und 19. Jahrhundert wurden sie für echt gehalten und beeinflussten ganze Generationen. Der Streit um die Echtheit dauerte lange Zeit an, blieb aber in der Leserschaft nahezu ohne Echo.